# Mitrasacme pilosa
Mitrasacme pilosa är en tvåhjärtbladig växtart som beskrevs av Jacques-Julien Houtou de La Billardière. Mitrasacme pilosa ingår i släktet Mitrasacme och familjen Loganiaceae. Utöver nominatformen finns också underarten M. p. stuartii.